# Liste des conseillers régionaux de la Côte-d'Or
Les conseillers régionaux de la Côte-d'Or sont des conseillers qui sont élus dans le cadre des élections régionales pour siéger au Conseil régional de Bourgogne-Franche-Comté depuis 2015, et de 1973 à 2015 au Conseil régional de Bourgogne. Leur nombre et le mode scrutin est fixé par le code électoral, la Côte-d'Or compte 19 conseillers régionaux au niveau du département sur les 100 élus.

## Liste par mandature

### 2021-2028
| Nom                          | Parti | Parti | Groupe                                                          | Autre mandat |
| ---------------------------- | ----- | ----- | --------------------------------------------------------------- | --- |
| Majorité                     |       |       |                                                                 | |
| Alain Becquet                |       | DVG   | Notre Région par cœur                                           | Maire de Seurre |
| Océane Charret-Godard        |       | PS    | Notre Région par cœur                                           | Conseillère municipale déléguée de Dijon                                                                                     |
| Michel Neugnot               |       | PS    | Notre Région par cœur                                           | Premier-secrétaire fédéral du PS de Côte d'Or                                                                                |
| Patrick Molinoz              |       | PRG   | Notre Région par cœur                                           | Délégué régional du Parti radical de gauche Vice-président de l'Association des maires de France Maire de Venarey-les-Laumes |
| Denis Hameau                 |       | PS    | Notre Région par cœur                                           | Adjoint au maire de Dijon |
| Françoise Tenenbaum          |       | PS    | Notre Région par cœur                                           | Conseillère municipale déléguée de Dijon                                                                                     |
| Stéphane Woynaroski          |       | PS    | Notre Région par cœur                                           | Conseiller municipal de Talant                                                                                               |
| Jean-Marc Réty               |       | PS    | Notre Région par cœur                                           | Adjoint au maire de Longvic                                                                                                  |
| Marie Poinsel                |       | PCF   | Communistes et Républicains                                     | |
| Aurore Lagneau               |       | GÉ    | Écologistes et Solidaires                                       | |
| Stéphanie Modde              |       | EÉLV  | Écologistes et Solidaires                                       | Conseillère municipale de Dijon                                                                                              |
| Opposition                   |       |       |                                                                 | |
| François-Xavier Dugourd      |       | LR    | Union des républicains et du centre et écologistes indépendants | Vice-président du conseil départemental de Côte-d'Or                                                                         |
| Martine Déchaud              |       | DVD   | Union des républicains et du centre et écologistes indépendants | Maire de Montmain |
| Alain Suguenot               |       | LR    | Union des républicains et du centre et écologistes indépendants | Maire de Beaune |
| Sylviane Mourot              |       | DLF   | Union des républicains et du centre et écologistes indépendants | |
| Ludovic Rochette             |       | H     | Les élus progressistes                                          | Maire de Brognon Président de l'Association des maires de Côte-d'Or Président de la Communauté de communes Norge et Tille    |
| Catherine Sadon              |       | DVC   | Les élus progressistes                                          | Maire de Semur-en-Auxois Vice-présidente de la Communauté de communes des Terres d'Auxois                                    |
| Dominique-Alexandre Bourgois |       | RN    | Rassemblement national                                          | |
| Mélanie Fortier              |       | RN    | Rassemblement national                                          | |
| René Lioret                  |       | RN    | Rassemblement national                                          | |

### 2015-2021
| Majorité   |  |                              |
| 9          |  | PS - PRG - UDE - Cap21 - MDP |
| Opposition |  |                              |
| 6          |  | UDI - LR                     |
| 4          |  | FN                           |

### 2010-2015
| Majorité                            |  |     |                           |                                                                                                  |
| Alain Renault                       |  | PCF | La Bourgogne pour tous    |                                                                                                  |
| Hamid El Hassouni                   |  | PS  | La Bourgogne pour tous    | Adjoint au maire de Dijon                                                                        |
| Fadila Khattabi                     |  | PS  | La Bourgogne pour tous    |                                                                                                  |
| Isabelle Lajoux                     |  | PS  | La Bourgogne pour tous    | Maire de Savolles                                                                                |
| Sylvie Martin                       |  | PS  | La Bourgogne pour tous    | Conseillère municipale de Beaune                                                                 |
| Safia Otokoré                       |  | PS  | La Bourgogne pour tous    |                                                                                                  |
| Michel Neugnot (1er Vice-président) |  | PS  | La Bourgogne pour tous    | Conseiller municipal de Semur-en-Auxois, Vice-président du Pays de l'Auxois-Morvan Côte d'Orient |
| François Patriat (Président)        |  | PS  | La Bourgogne pour tous    | Sénateur de la Côte-d'Or                                                                         |
| Françoise Tenenbaum                 |  | PS  | La Bourgogne pour tous    | Adjointe au maire de Dijon                                                                       |
| Stéphane Voynaroski                 |  | PS  | La Bourgogne pour tous    | Conseiller municipal de Talant                                                                   |
| Philippe Hervieu                    |  | EÉ  | Europe Écologie Bourgogne |                                                                                                  |
| Opposition                          |  |     |                           |                                                                                                  |
| Pascal Grappin                      |  | UDI | Bourgogne Dynamique       | Maire de Villebichot                                                                             |
| Pierre Bolze                        |  | UMP | Bourgogne Dynamique       | Adjoint au maire de Beaune                                                                       |
| Emmanuelle Coint                    |  | UMP | Bourgogne Dynamique       | Conseillère générale de la Côte-d'Or                                                             |
| Sylvie Dupaquier                    |  | UMP | Bourgogne Dynamique       |                                                                                                  |
| Catherine Vandriesse                |  | UMP | Bourgogne Dynamique       | Conseillère municipale de Dijon                                                                  |
| Rémy Boursot                        |  | FN  | Les Français d'abord      |                                                                                                  |
| Josette Romualdo                    |  | FN  | Les Français d'abord      |                                                                                                  |